# Cosworth YB

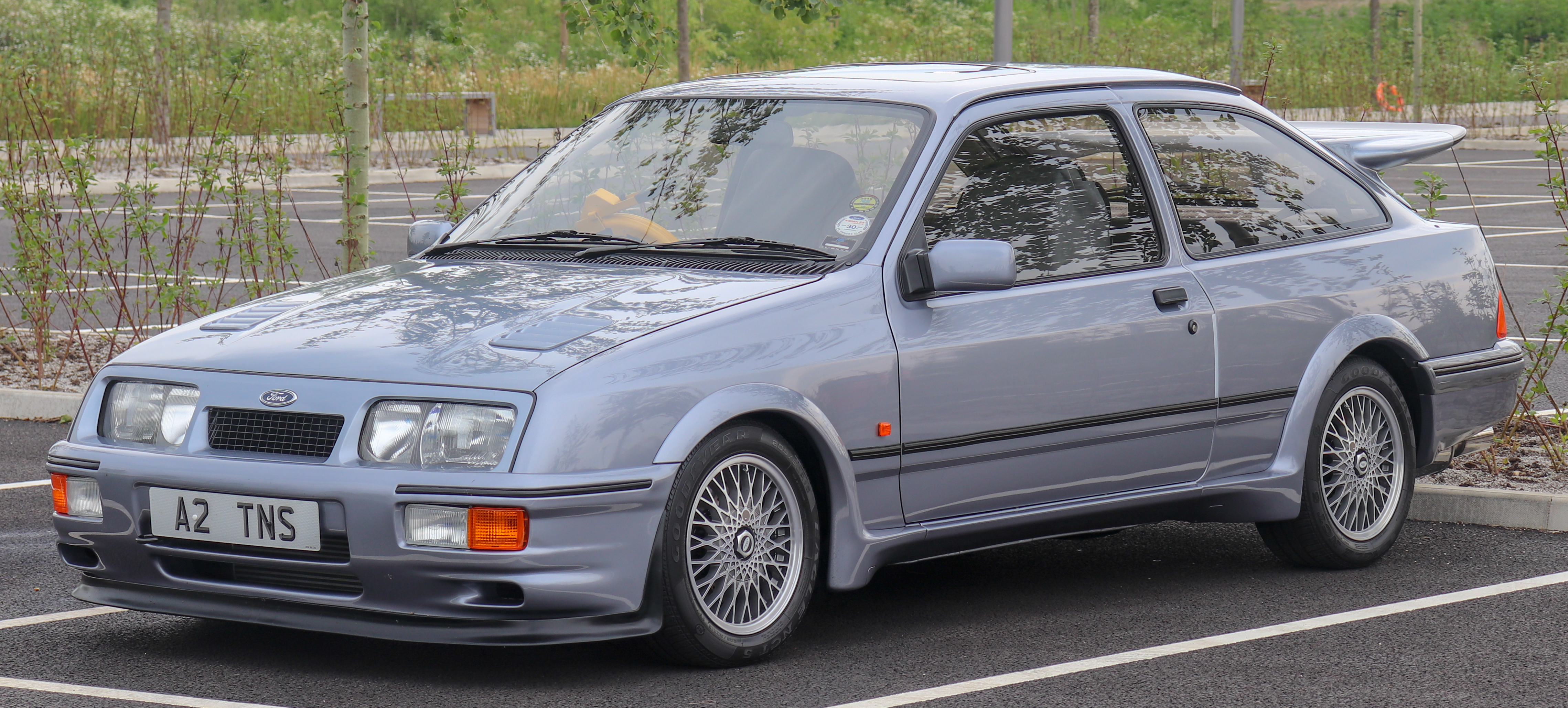
Ford Sierra RS Cosworth von 1986

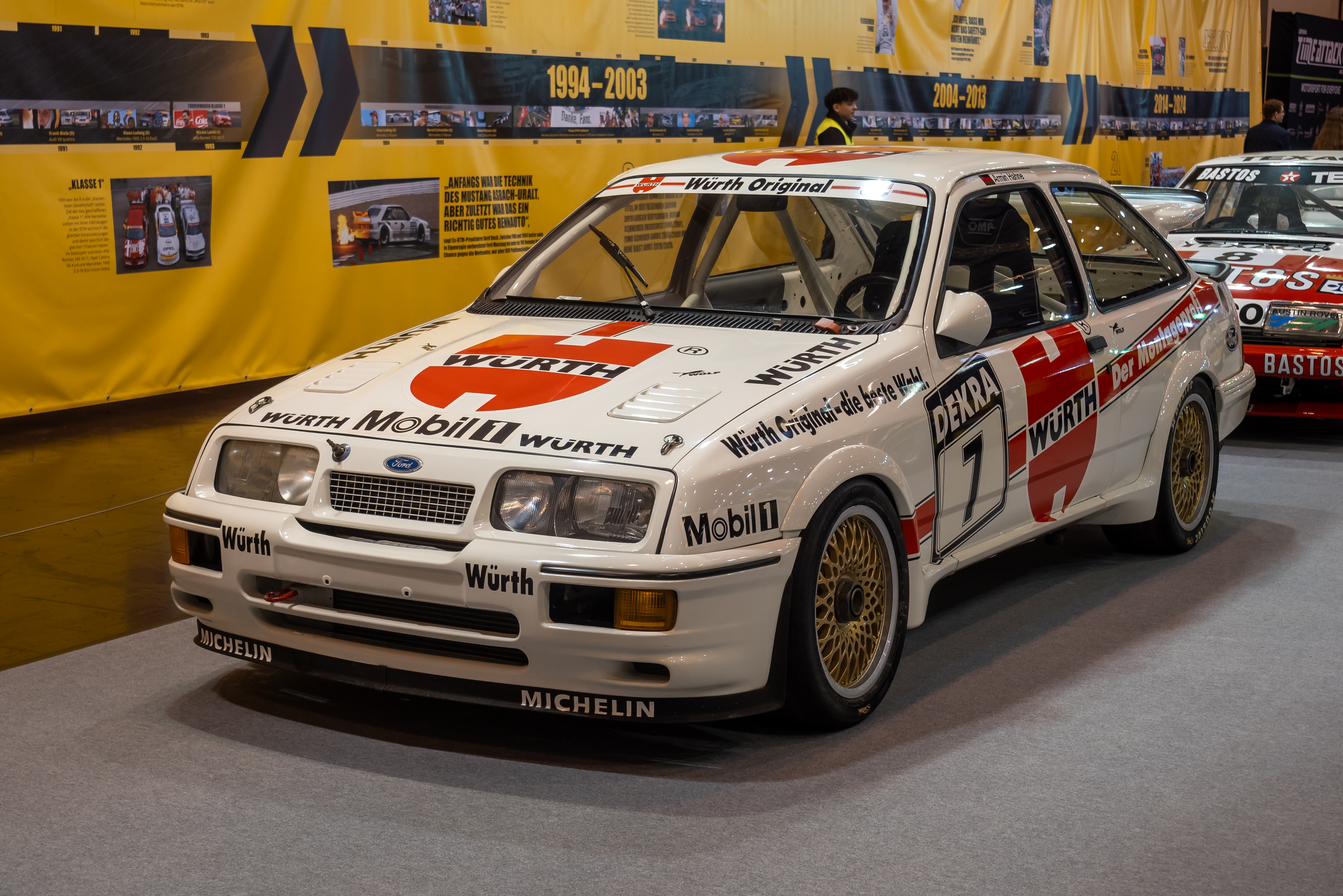
Armin Hahnes Sierra RS500 aus der DTM

Der Cosworth YB ist ein von Cosworth für Ford entwickelter 2-Liter-Ottomotor mit Turboaufladung für Serienfahrzeuge und für den Motorsport.
Der Motor wurde von 1986 bis 1996 im Sierra RS Cosworth, im Sierra RS500 und im Escort RS Cosworth verwendet.

## Entstehungsgeschichte
In den frühen 1980er Jahren stellten Keith Duckworth und Jack Field Überlegungen zu ihrem Geschäft mit Kleinserienherstellern und im Bereich der Motorumbauten an. Der BD war veraltet, Motorblöcke von Ford standen für diesen Motortyp auf Dauer nicht zur Verfügung und die Herstellung des Zylinderkopfes war teuer. Deshalb sollte für den weit verbreiteten Motorblock des Ford OHC (auch als „Pinto“ bekannt) ein freisaugender Zylinderkopf mit 16 Ventilen und zwei obenliegenden Nockenwellen entwickelt werden. Zielgruppe waren Privatleute und einige der ausgewählten Ford-RS-Händler mit einer Produktion von etwa 200 Einheiten im Jahr. Eine ähnliche Idee mit einem Zylinderkopf für den OHC-Motor hatten in den 1970er Jahren bereits Holbay und Brian Hart Ltd., diese Projekte wurden jedoch nicht weiterverfolgt. 1983 wurden die ersten – vermutlich als YAA bezeichneten – Prototypen gefertigt. Zufällig kam es zu dieser Zeit zu einem Treffen zwischen Stuart Turner und Cosworth. Turner war neuer Motorsportchef von Ford in Europa und wollte mit Cosworth über die Entwicklung eines neuen Formel-1-Motors verhandeln. Zudem wollte Turner – nachdem der Ford C 100 und die Entwicklung des Ford Escort RS1700T in der Endphase eingestellt worden waren – die so entstandene Lücke mit neuen Projekten füllen. Turner überzeugte Jim Campolongo und Ed Blanche – damals Vorstandsmitglieder bei Ford of Europe – von einem Besuch bei Cosworth in Northampton, um über die Entwicklung eines neuen Formel-1-Motoros zu sprechen. Dort entdeckten sie einen der bereits fertig aufgebauten Prototypen. Bei einem anschließenden Ploughman’s Lunch in einem Pub soll Turner vorgeschlagen haben, den Motor mit Turbolader in einen Sierra zu bauen. Denn es wäre nicht möglich, dass sie damit bei Rundstreckenrennen hätten besiegt werden können.
1983 wurden die Verträge abgeschlossen, die den Bau von 15.000 YB-Motoren durch Cosworth vorsahen. In die abschließende Entwicklung des YB flossen die Vorgaben der FIA für die Gruppe A ein, damit die Motoren ohne größeren Aufwand für den Renneinsatz modifiziert werden konnten. Ende 1983 wurden die ersten Motoren gebaut, von Anfang an problemlos liefen. Geoff Goddard soll sogar gesagt haben, dass es nicht das Problem war die geforderten 147 kW (200 PS) zu erreichen, sondern die Leistung auf 200 PS zu reduzieren. Da der Bau von etwa 5000 Motoren pro Jahr weit unter den Stückzahlen lag, mit denen ein großer Hersteller wie Ford Motoren kosteneffizient selbst herstellen konnte, wurde Cosworth nicht nur mit der Entwicklung, sondern auch mit der Herstellung der YB-Motoren beauftragt. Zu diesem Zweck und mit der finanziellen Unterstützung von Ford als Sicherheit baute Cosworth im etwa zehn Meilen vom Unternehmenssitz entfernten Wellingborough eine Produktionsanlage auf, die im November 1985 offiziell durch den Duke of Kent eröffnet wurde. Ab Anfang 1986 wurden 20 Motoren täglich fertiggestellt. Die Zylinderköpfe wurden in Worcester gegossen, die Motorblöcke von Ford geliefert und Cosworth stellte in Northampton weitere Teile für die Endfertigung in Wellingborough her.
Die Regularien der Gruppe A erlaubten sogenannte „Evolutionsmodelle“, von denen 500 Stück hergestellt werden mussten. Deshalb wurde bei Ford von vornherein die Produktion von zusätzlichen Einheiten eingeplant und insgesamt über 5500 Stück des Sierra RS Cosworth gebaut. 500 gleiche Fahrzeuge wurden für einige Monate eingelagert, um sie später entsprechend umzubauen. Diese Arbeiten führte Tickford in der Nähe von Coventry durch. Dabei wurden auch die YBB-Motoren durch die überarbeiteten und verstärkten YBD-Motoren mit größeren Turboladern ersetzt.
Nach der Fertigstellung der ursprünglich vereinbarten 15.000 Motoren baute Cosworth weitere Einheiten für den Sierra RS Cosworth, den Sierra RS Cosworth 4×4 und den Escort RS Cosworth. Für die Serienfertigung wurden in Wellingborough fast 40.000 YB fertiggestellt. Zusätzlich dürften weitere Motoren oder Einzelteile als Ersatzteile, vor allem für den Motorsport, hergestellt worden sein.

## Beschreibung

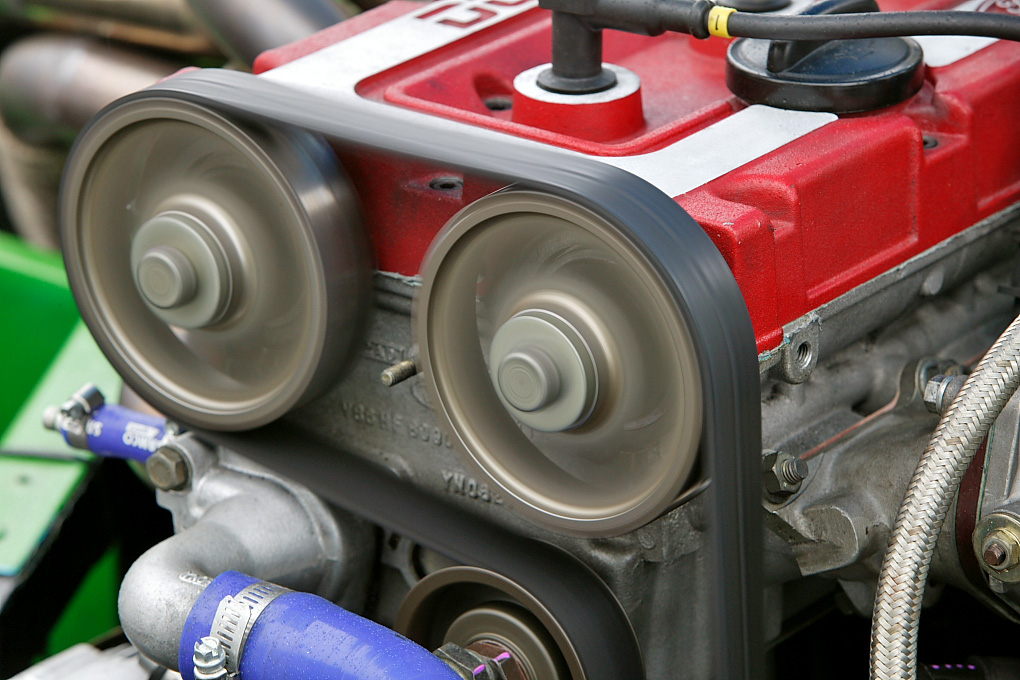
Zahnriemen und Nockenwellenräder eines Cosworth YB

Der Cosworth YB ist ein mit Turbolader aufgeladener Vierzylinder-Ottomotor mit zwei obenliegenden Nockenwellen und vier Ventilen pro Zylinder. Der Motor wurde Anfang der 1980er Jahre von Cosworth in Eigenregie als Saugmotor konstruiert und ab 1983 für den Einsatz des Ford Sierra RS Cosworth im Motorsport der Gruppe A weiterentwickelt. Der Motorblock wurde vom Ford OHC von 1970 übernommen und entsprechend angepasst. Der Zylinderkopf ist eine Neuentwicklung, um den in den späten 1960er Jahren entworfenen Cosworth BD zu ersetzen.
Die zwei Nockenwellen werden über einen Zahnriemen angetrieben, die Nebenaggregate und die Wasserpumpe über zwei Keilriemen.
Aus einer Bohrung von 90,8 mm und einem Hub von 77 mm ergibt sich für den Serienmotor ein Hubraum von 1993 cm³.

### Motorblock
Vom Ford OHC wurde nur der „nackte“ Grauguss-Motorblock übernommen, die restlichen Teile wurden für den Einsatz im Motorsport und zu erwartende Motorleistungen über 300 PS modifiziert. Dazu zählen eine geänderte Kurbelwelle, Stahlpleuel, Schmiedekolben, geänderte und verstärkte Öl- und Wasserpumpen sowie eine angepasste Ölwanne.
Die Motorblöcke der Fahrzeuge mit Hinterradantrieb (YBB, YBD) sind sogenannte 205er-Blöcke, erkennbar an der eingegossenen Nummer 205 außen am Block. Für den Einsatz im Sierra RS500 wurde der Motorblock verstärkt. Mit dem Sierra RS Cosworth 4×4 wurden die sogenannten 200er-Blöcke eingeführt, die – ähnlich wie beim YBD des Sierra RS500 – verstärkt sind. Diese Motorblöcke haben dickere Zylinderwände und sind im Bereich der Zylinderkopfschrauben verstärkt, um den Einbau von langen Stehbolzen zu ermöglichen und eine höhere Festigkeit bei Motorleistungen weit über 400 PS zu bieten. Auch die späteren Escort RS Cosworth erhielten diese Motorblöcke.

### Zylinderkopf
Der Zylinderkopf aus Leichtmetall ist eine Neuentwicklung und anders als beim BD einteilig. Die zwei obenliegenden Nockenwellen werden über einen Zahnriemen angetrieben, der Ventilspielausgleich ist hydraulisch. Pro Zylinder hat der Cosworth YB vier Ventile. 
Der Ventildeckel – außer am YBP – gibt einen deutlichen Hinweis auf den Entwickler bzw. den Hersteller des Motors und trägt die Aufschrift „DOHC 16-V Turbo Ford Cosworth“.

### Turbolader
Je nach Modell werden unterschiedliche Turbolader von Garrett verwendet. Der von Cosworth für die Prototypen verwendete geschweißte Rohrkrümmer wurde für die Serienfertigung des Motors durch einen Gusskrümmer ersetzt. Der Turbolader sitzt neben dem Zylinderkopf oberhalb des Krümmers, was beim Motorsporteinsatz des Sierra und später des Escort RS Cosworth den Tausch des Turboladers bei einem Defekt erheblich erleichtert. Alle Modelle haben einen Ladeluftkühler. Die Serienmotoren werden mit einem Ladedruck von 0,7 bis 1,1 bar betrieben.

### Motorsteuerung
Für die Motorsteuerung fiel die Entscheidung bei Ford zugunsten eines Steuergeräts des italienischen Herstellers Weber-Marelli und gegen den Mitbewerber Bosch. Ausschlaggebend war, dass Ford neben Ferrari exklusiver Kunde bei Weber-Marelli wurde und mit deren Mitarbeitern eng zusammenarbeiten konnte.
Für die letzte Serie des Escort RS Cosworth baute Ford – wegen strengerer Abgasvorschriften und für eine bessere Fahrbarkeit der Autos im Alltag – die eigene Ford EFI-Motorsteuerung ein.

## Verwendung (Serienfahrzeuge)

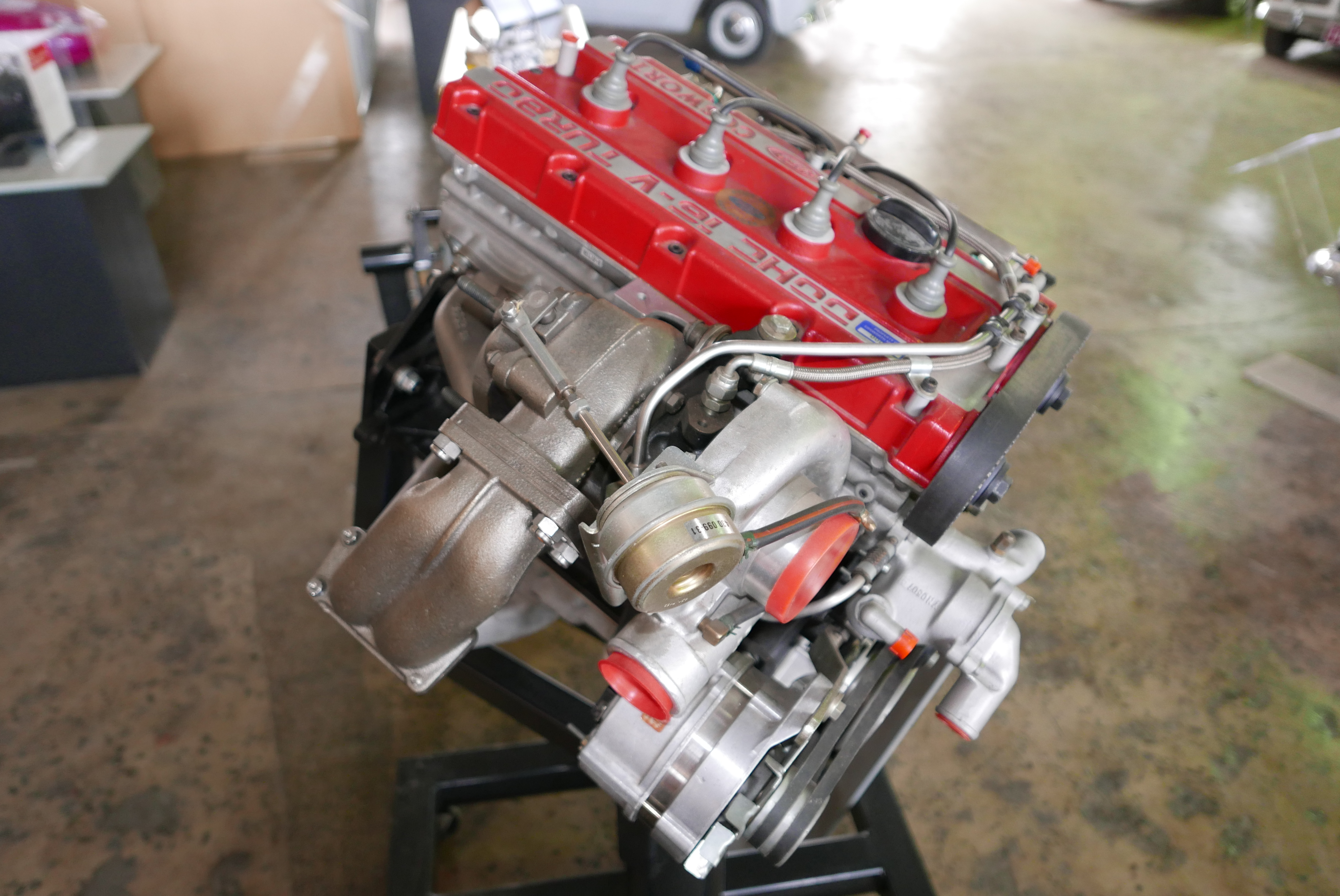
Cosworth YB mit Turbolader

### YBB
Alle YBB haben einen roten Ventildeckel. Der Motor verfügt über einen Garrett-T3-Turbolader und leistet bei 0,7 bar Ladedruck 150 kW (204 PS) bei 6000/min und 270 Nm bei 4500/min. Die Ford-internen Motorcodes für den YBB sind N5A bis 1987 und N5B ab 1988.

#### 1986 und 1987
Der YBB wurde ab 1986 im Ford Sierra RS Cosworth eingebaut. Von dem Fahrzeug wurden 5545 Einheiten gebaut, um die geforderte Stückzahl für die Einstufung in die Gruppe A im Motorsport zu erreichen. 500 dieser Fahrzeuge wurden bei Tickford zum Sondermodell Sierra RS500 umgebaut, diese Fahrzeuge waren mit dem YBD ausgerüstet.
Der Sierra Cosworth wurde 1986 und 1987 ausschließlich als dreitürige Limousine angeboten. Neben Motor und Getriebe wurde auch der Rest des Fahrzeugs für den Einsatz im Motorsport verändert. Exklusiv für den Sierra Cosworth gab es einen großen Heckspoiler, geänderte Stoßfänger vorn und hinten, in Wagenfarbe lackierte Radhausverbreiterungen und Seitenschweller aus Kunststoff, Lüftungsschlitze in der Motorhaube, einen geänderten Kühlergrill und Leichtmetallräder mit Niederquerschnittsreifen.

#### 1988 bis 1990
Etwa ein Jahr nach Einführung der zweiten Baureihe des Sierra wurde auch ein neuer Sierra RS Cosworth vorgestellt. Dieses Fahrzeug war ausschließlich als viertürige Stufenhecklimousine erhältlich und sollte als Topmodell der Baureihe und geräumiges Fahrzeug eine breitere Käuferschicht ansprechen als der erste Sierra RS Cosworth mit nur zwei Türen. Das Fahrzeug hat weiterhin exklusive, in Wagenfarbe lackierte Stoßfänger vorn und hinten und 15 Zoll große Leichtmetallräder als Serienausstattung. Die Kotflügelverbreiterungen wurden nicht mehr angeboten, jedoch sind die Fahrzeuge auch mit Seitenschwellern ausgestattet.
Motor und Antriebsstrang wurden unverändert vom Vorgänger übernommen. Vom Sierra RS Cosworth der zweiten Baureihe mit Hinterradantrieb wurden etwa 13.140 Einheiten als Links- und Rechtslenker im belgischen Ford-Werk in Genk gebaut. Die Motoren wurden bei Cosworth in England produziert und in Genk eingebaut.

### YBD

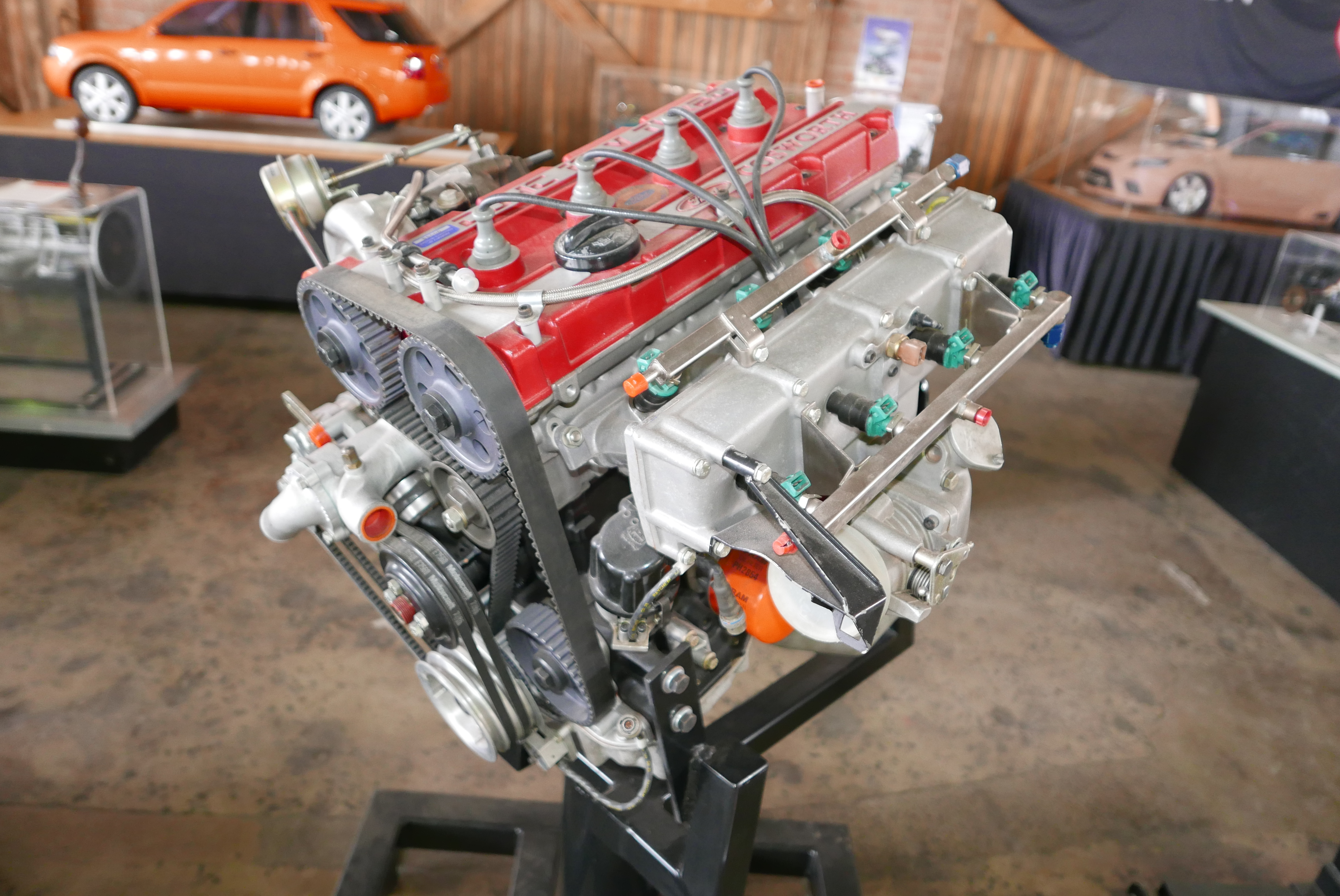
YBD eines Siera RS500

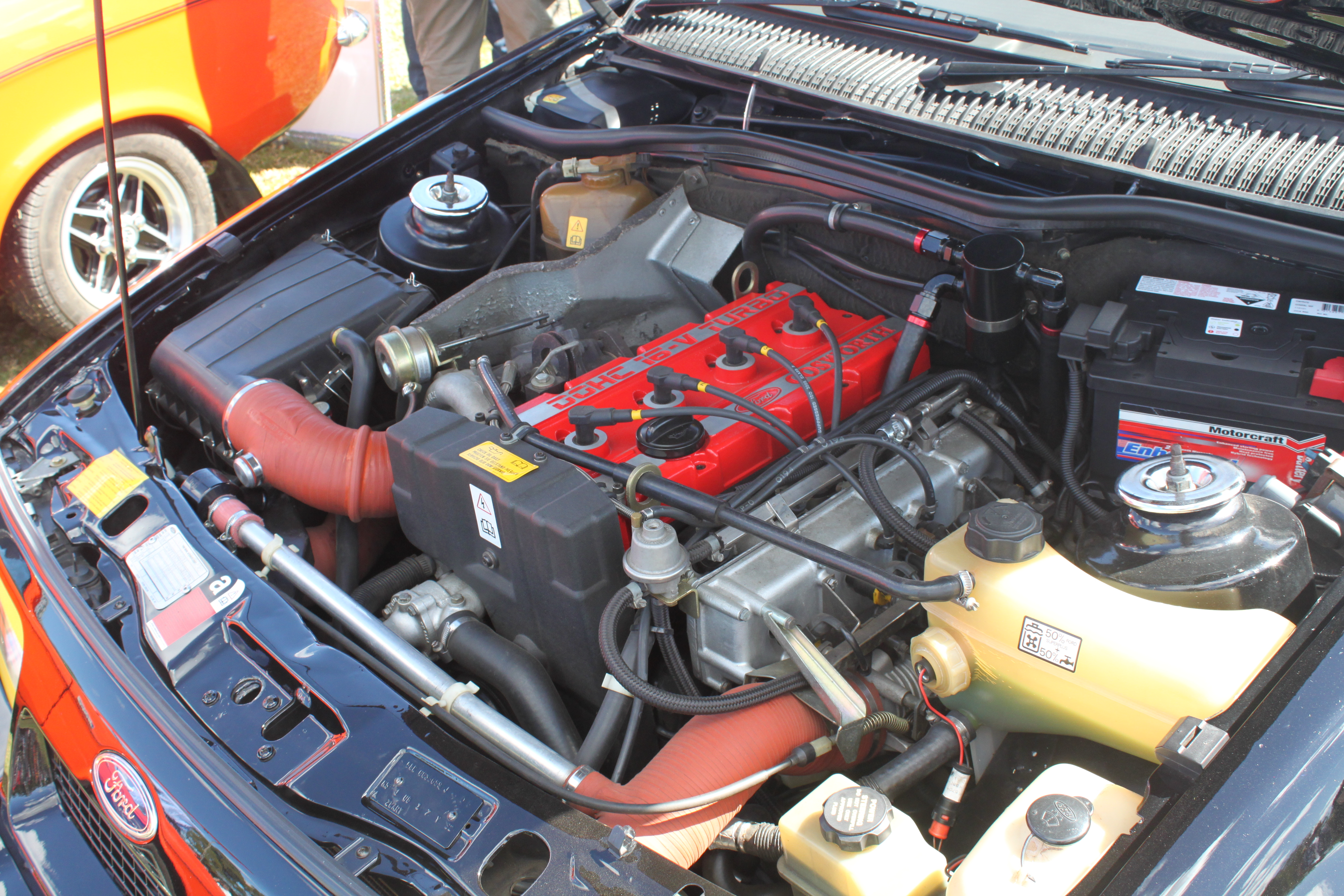
YBD in einem Sierra RS500

Der YBD hat wie der YBB einen roten Ventildeckel. Diesen Motor gab es exklusiv im auf 500 Einheiten limitierten Sondermodell Sierra RS500. Technisch unterscheidet sich der YBD vom YBB in einigen wichtigen Details. Der Motorblock des YBD ist mit dickeren Zylinderwänden etwas verstärkt. Der Garrett-T4-Turbolader ist größer als der T3 des YBB und auch der Ladeluftkühler ist größer. Zudem wurden Öl-, Wasser- und Kraftstoffpumpe, die Ölkühlung und die Luftansaugung verbessert und orange eingefärbte Luftschläuche eingebaut. Die wichtigste Änderung erfolgte an der Ansaugbrücke des YBD. Am Luftsammler sind vier zusätzliche Weber IW025-Einspritzventile vorhanden, die jedoch im Serienfahrzeug nicht angeschlossen sind. Im Motorsport sollen sie eine noch bessere Gemischbildung bewirken und vor allem bei Maximalleistung ausreichend Kraftstoff zur Verfügung stellen.
Die Leistung des Serienmotors wird mit 224 bhp statt 201 bhp angegeben, das sind etwa 15 kW (20 PS) mehr als beim YBB. Das Drehmoment liegt mit 277 Nm auch etwas höher als beim YBB.
Der YBD wurde exklusiv im Sierra RS500 angeboten. Die Fahrzeuge wurden als Sierra RS Cosworth im Ford-Werk in Genk produziert und dann von Tickford zum RS500 umgebaut. Abgesehen vom Motor unterscheidet sich der RS500 nur in kleinen Details vom „normalen“ Sierra RS Cosworth.

### YBG/YBJ
Die YBG/YBJ wurden ab 1990 im Sierra RS Cosworth 4×4 mit permanentem Allradantrieb angeboten. Je nach Land hatten die Fahrzeuge einen Katalysator (YBG, grüner Ventildeckel) oder wie der YBB keinen Katalysator (YBJ, roter Ventildeckel). Der überarbeitete 200er Motorblock ist verstärkt ausgeführt. Zudem wurden der Ansaugkrümmer, die Einspritzleiste, Öl- und Wasserpumpe, die Ölwanne, die Zylinderkopfdichtung und der Abgaskrümmer geändert. Statt des Garrett-T3-Turboladers haben die Allradmodelle einen Garrett-T34-Turbolader mit vergrößertem Verdichtergehäuse. Die Leistung wurde auf 162 kW (220 PS) bei 6000/min und das Drehmoment auf 284 Nm bei 3500/min erhöht, um dem höheren Gesamtgewicht und dem Allradantrieb Rechnung zu tragen. Die Fahrleistungen sind deshalb mit dem Hinterradantriebsmodell vergleichbar. Auch äußerlich zeigen sich die Allradvarianten unverändert, sie waren auch ausschließlich als viertürige Stufenhecklimousine erhältlich. Die Sierra RS Cosworth 4×4 wurden bis zur Einstellung des Ford Sierra hergestellt; es waren etwa 12.250 Einheiten als Links- und Rechtslenker aus dem Ford-Werk in Genk. Die Motoren wurden bei Cosworth in England produziert und in Genk eingebaut. Der Ford-interne Motorcode für den YBG im Sierra ist N5C, ohne Katalysator ausgelieferte YBJ werden als N5D geführt.

### YBT

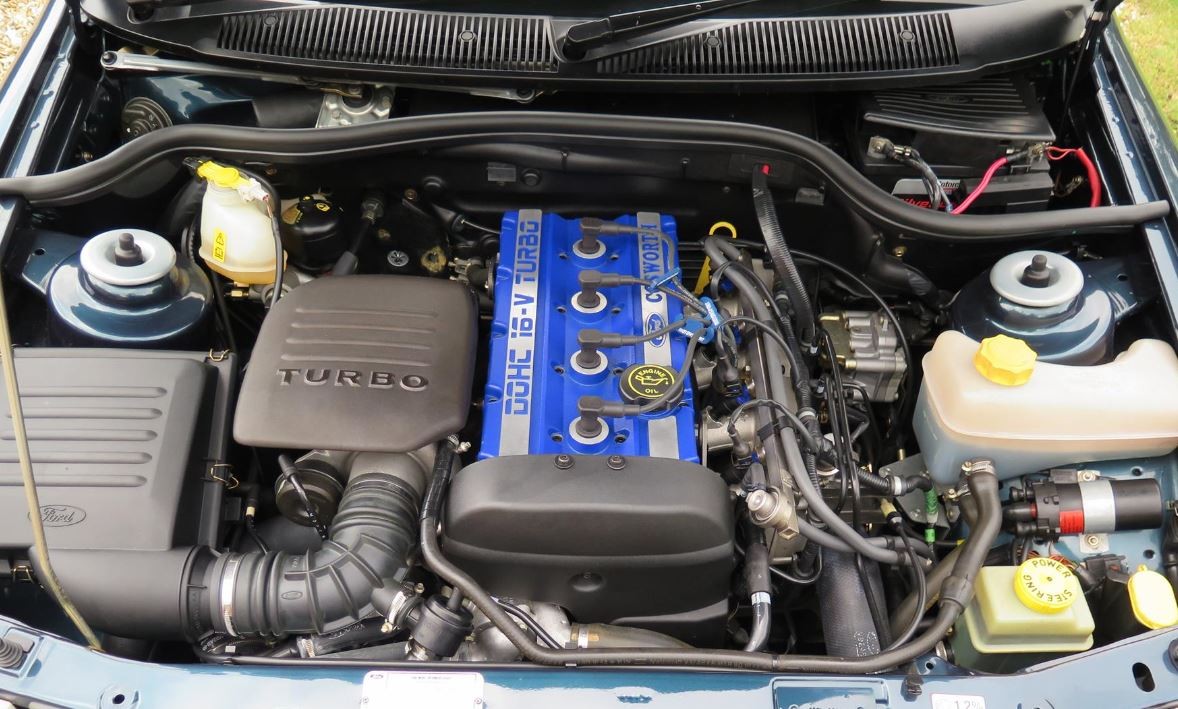
YBT in einem Escort RS Cosworth

Im Mai 1992 wurde der Escort RS Cosworth auf Basis der fünften Baureihe des Ford Escort vorgestellt. Anders als der Sierra mit einem längs eingebauten Motor hatte der Escort seit 1980 einen quer eingebauten Motor. Da Ford vor allem in der Rallye-Weltmeisterschaft weiterhin die bewährten Motoren von Cosworth verwenden wollte, wurden die Bodengruppe und der Antriebsstrang des Sierra gekürzt und mit der Karosserie des Escort kombiniert. Wegen der geringen Stückzahlen wurden die Fahrzeuge nur teilweise bei Ford gefertigt. Die Endmontage erfolgte bei Karmann. Der Escort RS Cosworth hatte anfangs den YBT mit einem Garrett-T35-Turbolader, einem modernen Weber-Marelli IAW P8-Steuergerät und einem blauen Ventildeckel. Die restlichen Anbauteile des Motors, die Motorsteuerung, das Getriebe und der Allradantrieb wurden vom Sierra übernommen. Für den Motorsporteinsatz wurde die Karosserie des Escort zusätzlich verändert. Die Kotflügel sind vorn und hinten verbreitert, die in Wagenfarbe lackierten Stoßfänger unterscheiden sich deutlich von denen anderer Escort und ein Spoiler am Heck war dem des ersten Sierra RS Cosworth ähnlich. Das Fahrzeug hat serienmäßig 8×16 Zoll große Leichtmetallräder, ein Sportlenkrad und Sportsitze von Recaro. Vom Escort RS Cosworth wurden 7145 Einheiten gebaut, davon entfallen etwa 4500 Einheiten auf den YBT. Zusätzlich sollen im Werk 937 Rohkarossen als Ersatzteile für verunfallte Fahrzeuge hergestellt worden sein. Der Ford-interne Motorcode für den YBT im Escort ist N5F.

### YBP
Der YBP unterscheidet sich in einigen wichtigen Details von den restlichen YB-Varianten. Nur im YBP kommt eine moderne, elektronische Ford-EFI-Einspritzanlage zum Einsatz, welche die veraltete Motorsteuerung von Weber-Marelli ersetzt. Zudem hat der YBP als einziger YB ab Werk eine vollelektronische Zündanlage („Wasted Spark“) ohne mechanischen Zündverteiler. Um ein besseres Ansprechverhalten des Motors und damit eine bessere Fahrbarkeit im Alltag zu erreichen, wurde der Garrett-T35-Turbolader des YBT durch den deutlich kleineren Garrett-T25-Lader ersetzt. Wegen des kleineren Turboladers werden diese Varianten auch als „HTT“ bezeichnet (für high torque turbo, wegen eines höheren Drehmoments bei niedrigeren Drehzahlen). Der Ladedruck wurde auf 0,9 bar (1,1 bar im Overboost) erhöht. Der YBP ist gut an dem grau lackierten und abgerundeten Ventildeckel mit der breiten, schwarzen Kunststoffabdeckung über den Zündkerzen zu erkennen. Die meisten Escort RS Cosworth mit dem YBP wurden anstelle des großen Heckspoilers nur mit einem kleinen „Bürzel“ auf der Heckklappe ausgeliefert. Vom Escort RS Cosworth wurden 7145 Einheiten gebaut, davon entfallen etwa 2500 Einheiten auf den YBP. Zusätzlich sollen im Werk 937 Rohkarossen als Ersatzteile für verunfallte Fahrzeuge hergestellt worden sein. Der Ford-interne Motorcode für den YBP ist N5E.

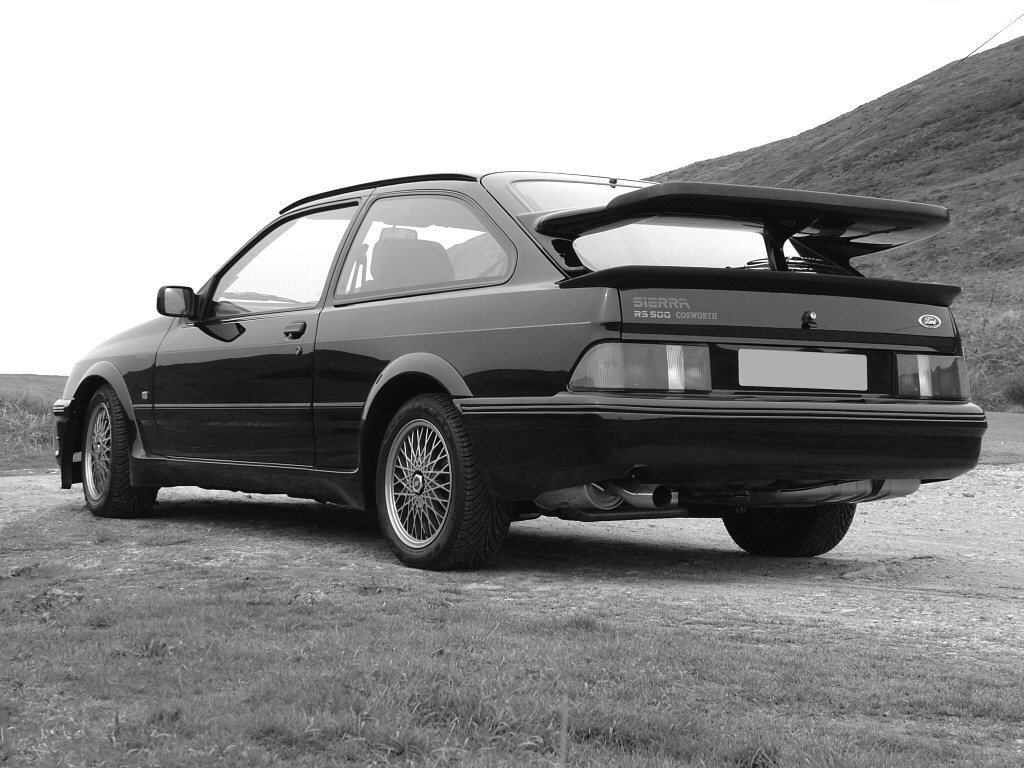
Heck Sierra RS500
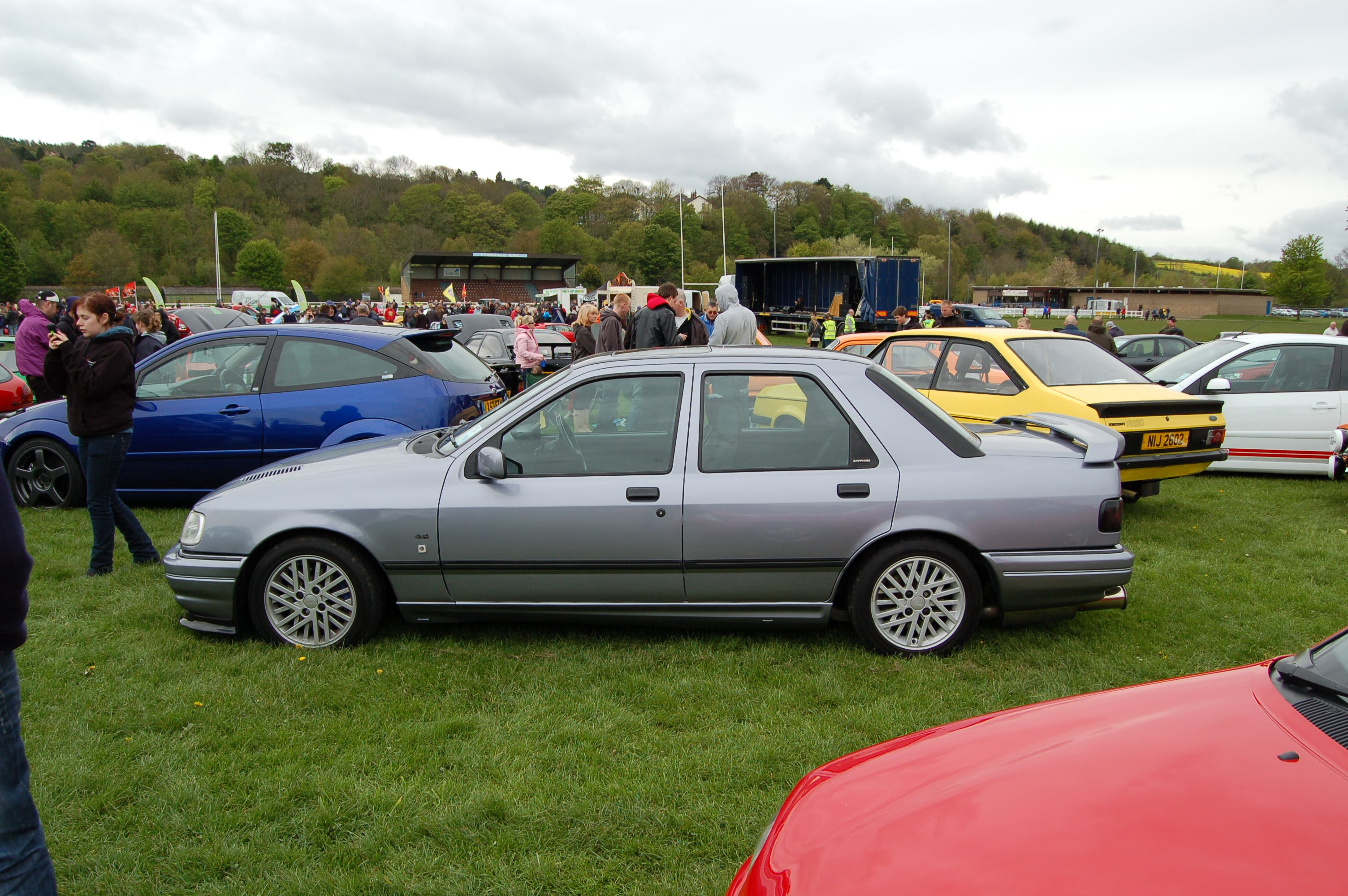
Sierra RS Cosworth 4-türig
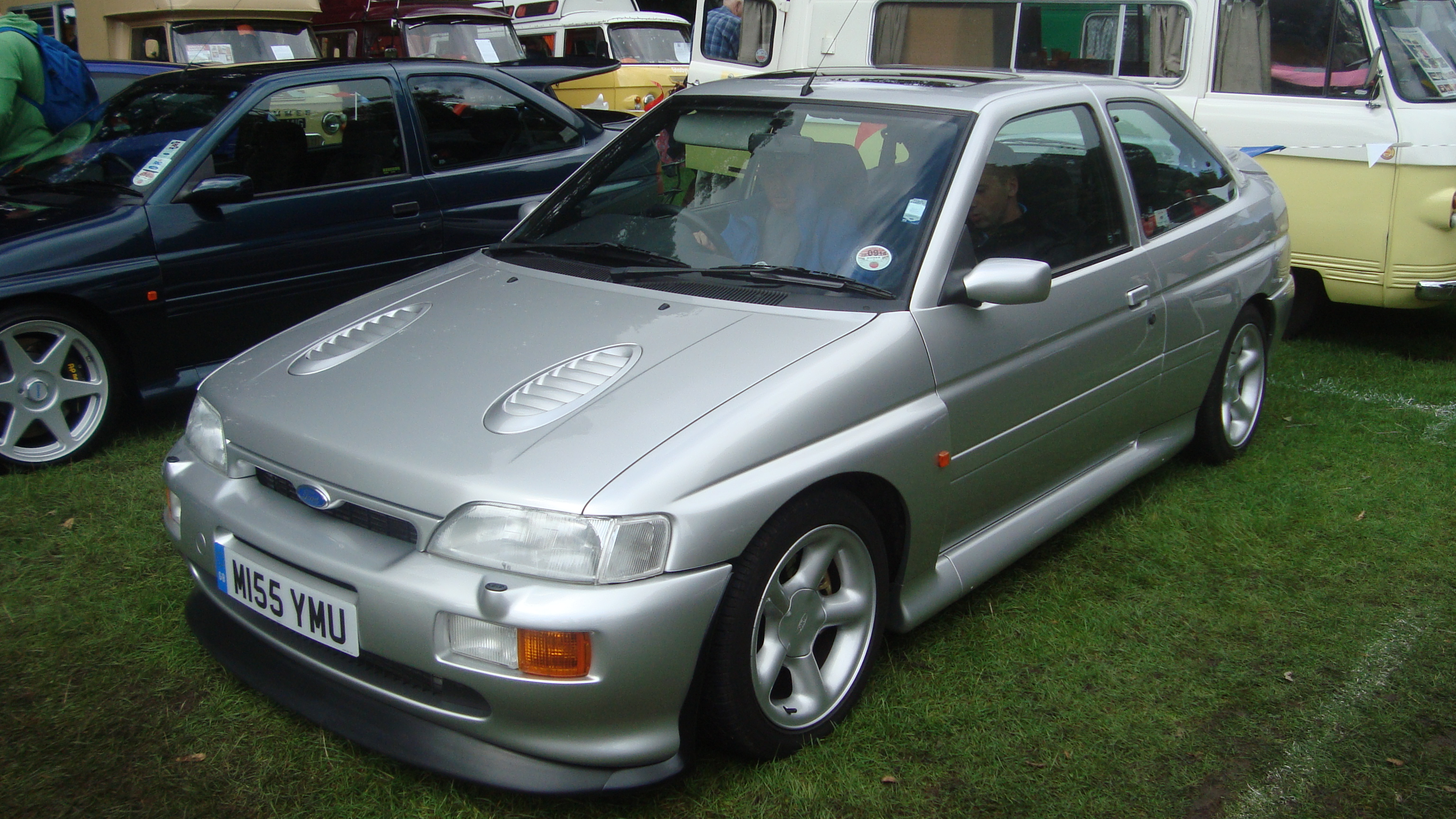
Escort RS Cosworth
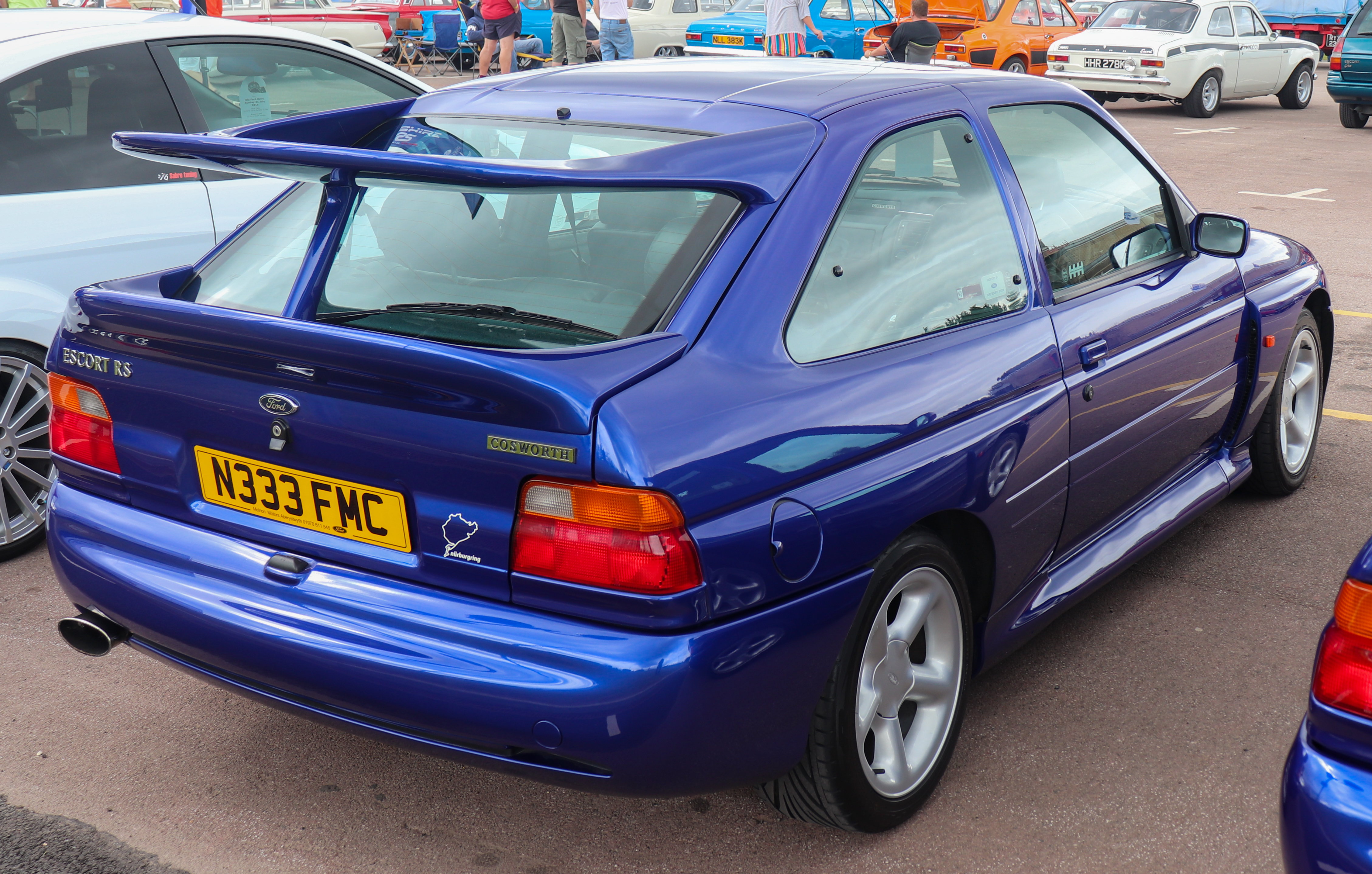
Mit großem Heckspoiler
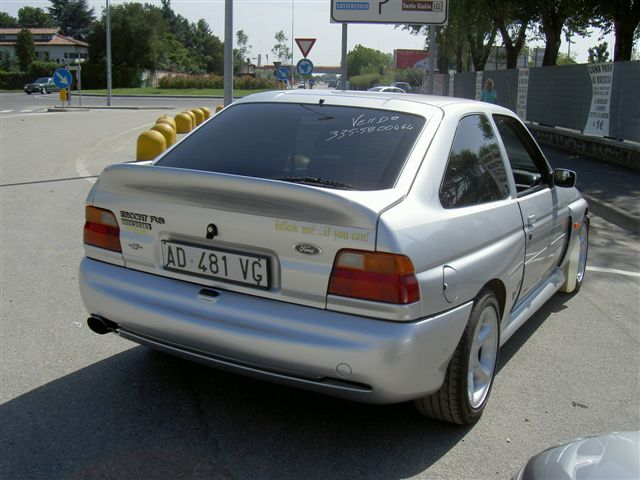
Ohne großen Heckspoiler

## Technische Daten
| Typ                     | YBB                                           | YBD                 | YBG, YBJ               | YBT                  | YBP                          |
| ----------------------- | --------------------------------------------- | ------------------- | ---------------------- | -------------------- | ---------------------------- |
| Motorkennbuchstabe Ford | N5A, N5B                                      |                     | N5C, N5D               | N5F                  | N5E                          |
| Farbe Ventildeckel      | rot                                           | rot                 | grün, rot              | blau                 | grau                         |
| Leistung kW (PS)        | 150 (204)                                     | 165 (224)           | 162 (220)              | 167 (227)            | 162 (220)                    |
| bei min−1               | 6000                                          | 6000                | 6000                   | 6250                 | 6250                         |
| Drehmoment Nm           | 270                                           | 277                 | 284                    | 303                  | 290                          |
| bei min−1               | 4500                                          |                     | 3500                   | 3500                 | 3500                         |
| Turbolader              | Garrett T3                                    | Garrett T4          | Garrett T34            | Garrett T35          | Garrett T25                  |
| Steuergerät             | Weber-Marelli                                 | Weber-Marelli       | Weber-Marelli          | Weber-Marelli IAW P8 | Ford EFI                     |
| Zündung                 | kontaktlose Zündung                           | kontaktlose Zündung | kontaktlose Zündung    | kontaktlose Zündung  | vollelektronische Zündanlage |
| Verwendung              | Sierra RS Cosworth ’86 Sierra RS Cosworth ’88 | Sierra RS 500       | Sierra RS Cosworth 4×4 | Escort RS Cosworth   | Escort RS Cosworth HTT       |
| Gebaute Einheiten       | 5.045 ca. 13.140                              | 500                 | ca. 12.250             | ca. 4.500            | ca. 2.500                    |

## Motorsport

### Sierra RS Cosworth

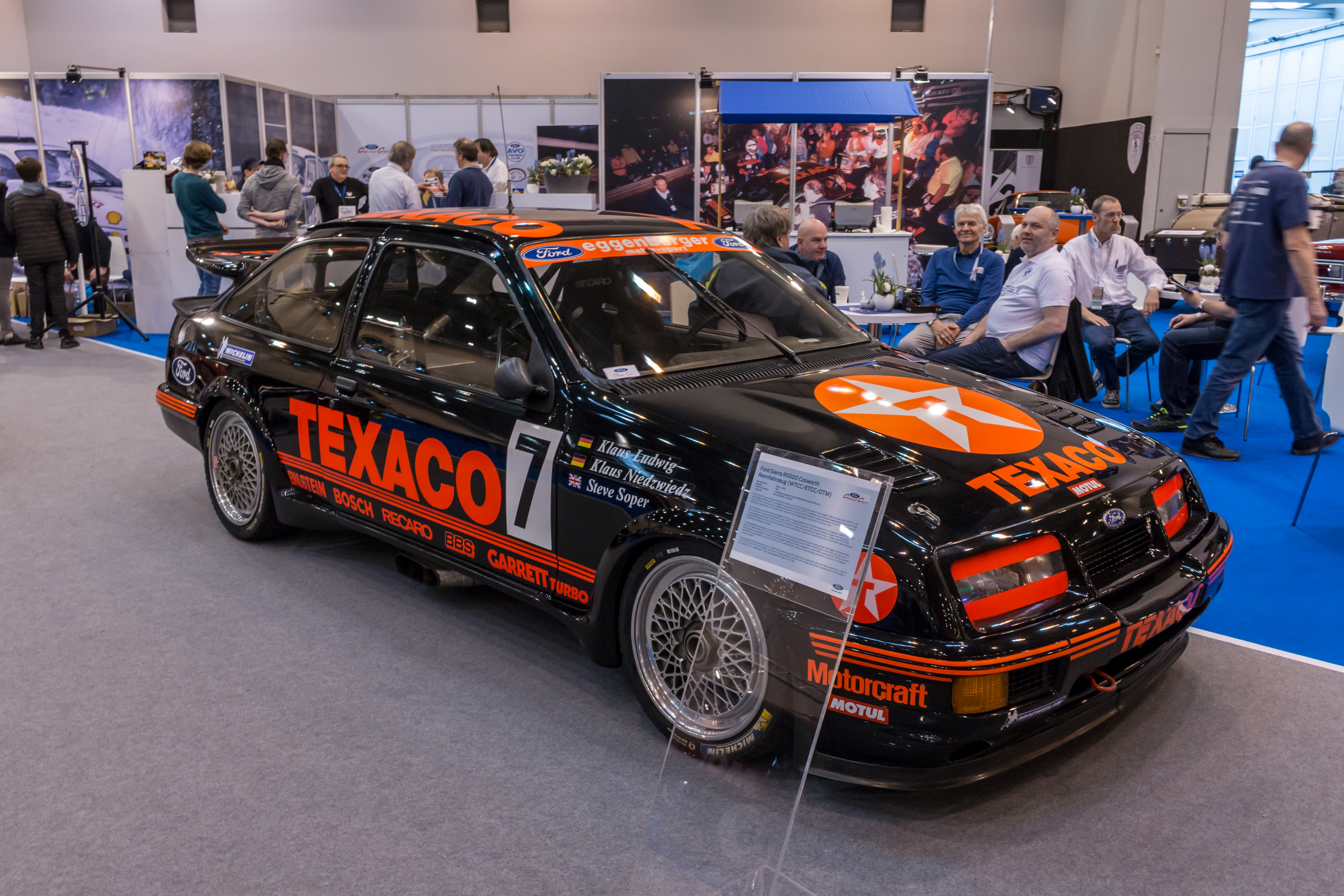
Sierra RS500, Siegfahrzeug von Ludwig, Niedzwiedz und Soper aus dem Jahr 1987

#### Rallye
In den Jahren 1987 und 1988 erreichten die Fahrzeuge drei dritte, zwei zweite und zwei erste Plätze. Didier Auriol gewann 1988 die Rallye Korsika, Miki Biasion den nächsten Meisterschaftslauf bei der Acropolis Rally in Griechenland.
Die allradgetriebenen Sierra RS Cosworth 4×4 erreichten in den Jahren 1991 und 1992 fünf dritte und zwei zweite Plätze bei Läufen zur Rallye-Weltmeisterschaft.

#### Rundstrecke
Die dreitürigen Sierra RS Cosworth und vor allem der Sierra RS500 waren bei Rund- und Langstreckenrennen erfolgreicher als bei Rallyes, wurden oft aber mit Zusatzgewichten oder Luftmengenbegrenzern „bestraft“.
Größte Erfolge des Motors waren der Meistertitel in der DTM 1988 durch Klaus Ludwig sowie die Vizemeistertitel 1987 durch Manuel Reuter und 1989 durch Klaus Niedzwiedz.
In der nur im Jahr 1987 ausgetragenen Tourenwagen-Weltmeisterschaft belegten Klaus Ludwig und Klaus Niedzwiedz im RS500 mit nur einem Punkt Rückstand auf den BMW-Fahrer Roberto Ravaglia den zweiten Platz.
Das 24-Stunden-Rennen auf dem Nürburgring 1987 und das 24-Stunden-Rennen von Spa-Francorchamps 1989 wurden von einem Sierra RS500 gewonnen.
In der British Touring Car Championship (BTCC) gewann Robb Gravett 1990 den Meistertitel.

### Escort RS Cosworth

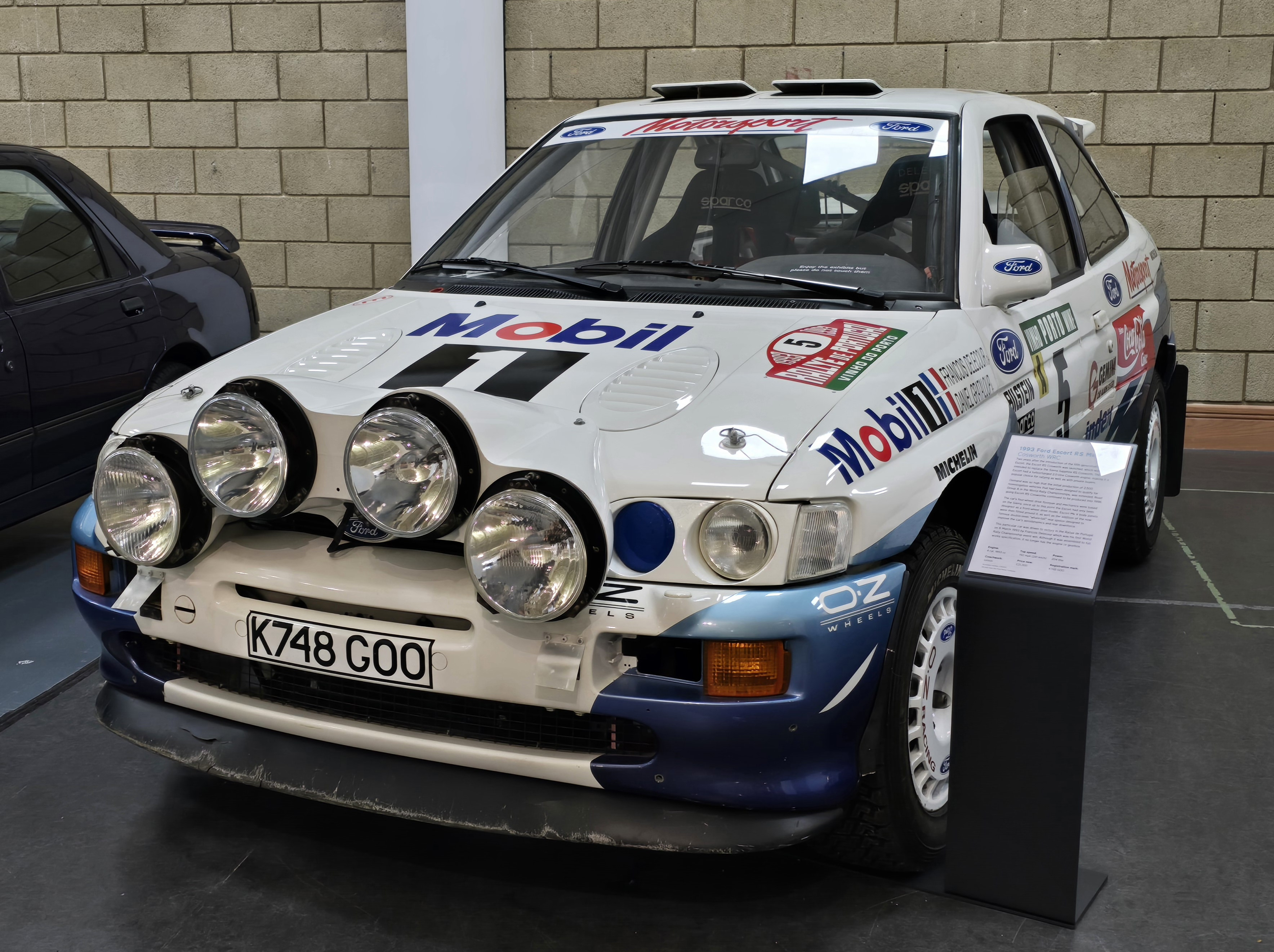
François Delecours Siegfahrzeug der Rallye Portugal 1993

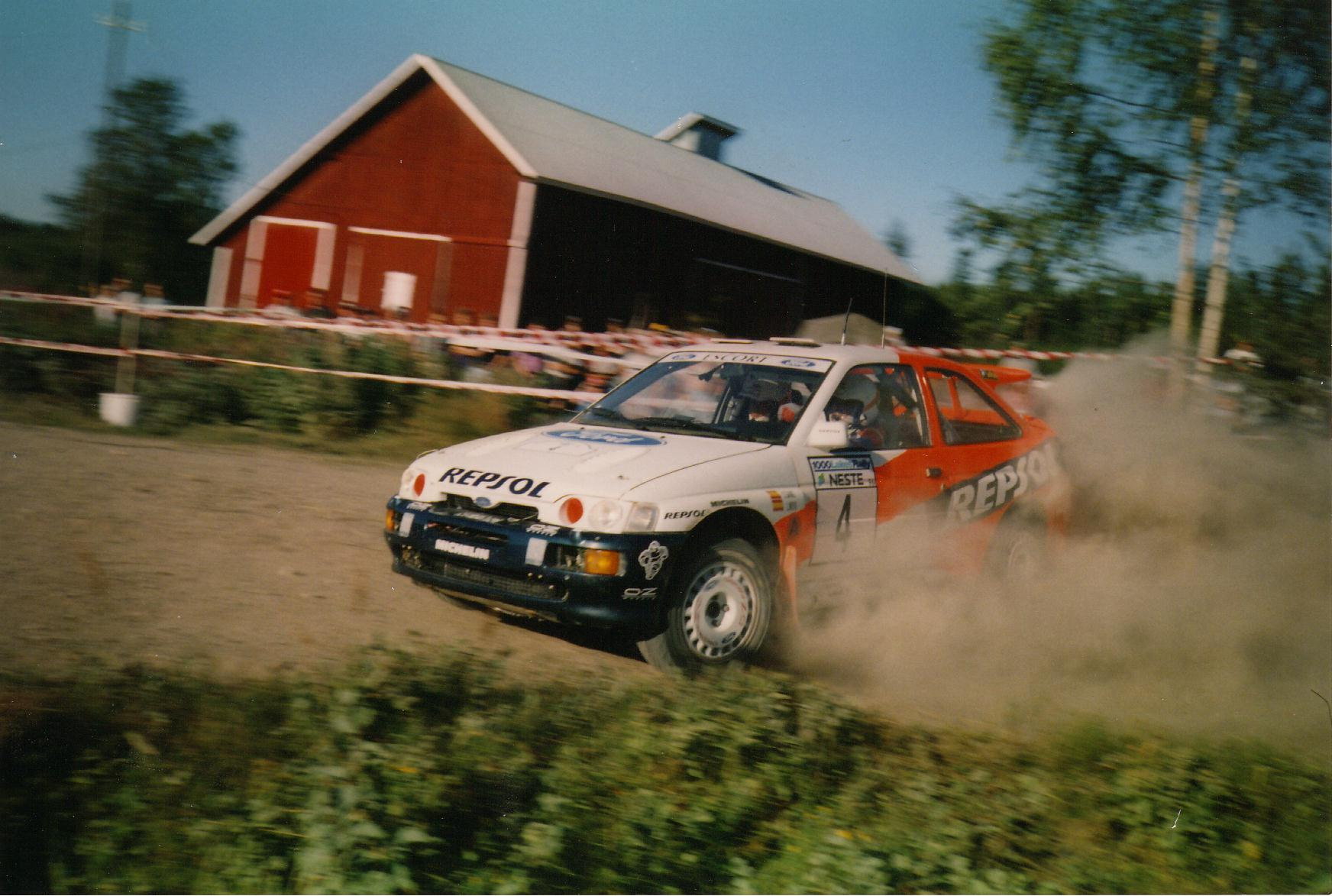
Carlos Sainz im Escort RS Cosworth bei der Rallye Finnland 1996

Der Escort RS Cosworth mit dem kürzeren Radstand wurde entwickelt, um den zu großen und zu schwerfälligen und damit erfolglosen Sierra RS Cosworth 4×4 in der Rallye-Weltmeisterschaft zu ersetzen. Da der Escort dieser Zeit nur über einen quer eingebauten Motor und einen wenig konkurrenzfähigen Frontantrieb verfügte, wurden die Bodengruppe und der Antriebsstrang des Sierra gekürzt und mit der Karosserie des Escort kombiniert. So konnte das kompaktere Fahrzeug mit den erprobten Teilen des Sierra eingesetzt werden. Der Escort erhielt am 2. Januar 1993 die Homologation der FIA zur Teilnahme an der Rallye-Weltmeisterschaft. Später wurde der Escort RS Cosworth auch für die Teilnahme an der Weltmeisterschaft nach dem neuen WRC-Reglement zugelassen.
In der ersten Saison in der Rallye-Weltmeisterschaft 1993 gab es beim dritten Meisterschaftslauf, der Rallye Portugal, den ersten Sieg des neuen Escort RS Cosworth durch François Delecour, sein Teamkollege Miki Biasion wurde Zweiter. Delecour gewann im gleichen Jahr noch die Rallye Korsika und die Rallye Spanien, Biasion gewann die Rallye Griechenland. Der Italiener Franco Cunico, der für das Team von Ford Italia antrat und nur einen Weltmeisterschaftslauf bestritt, gewann die Rallye San Remo. Neben den erwähnten Siegen platzierten sich die Fahrer des Escort RS Cosworth in vier Rennen auf dem Zweiten und in vier Rennen auf dem dritten Platz. François Delecour belegte am Saisonende in der Gesamtwertung der Rallye-Weltmeisterschaft den zweiten Platz hinter Juha Kankkunen.
1994 gewann François Delecour das Auftaktrennen bei Rallye Monte Carlo und Tommi Mäkinen die Rallye Finnland. Mit vier dritten Plätzen gab es weitere Podiumsplatzierungen für Fahrer eines Escort RS Cosworth.
In der Saison 1995 waren jeweils ein zweiter Platz bei der Rallye Monte Carlo und der Rallye Korsika durch François Delecour die einzigen Podiumsplatzierungen.
Zur Saison 1996 wechselte der Weltmeister von 1990 und 1992 Carlos Sainz zu Ford. Nach einem zweiten Platz beim ersten Weltmeisterschaftslauf bei der Rallye Schweden gewann Sainz den dritten Lauf bei der Rallye Indonesien. Weitere Podiumsplatzierungen eines Escort RS Cosworth waren zwei zweite Plätze und fünf dritte Plätze. Sainz belegte am Saisonende den dritten Platz in der Gesamtwertung hinter Tommi Mäkinen und seinem ehemaligen Teamkollegen bei Subaru, Colin McRae.
Ab der Saison 1997 war das Fahrzeug als Ford Escort WRC nach dem neuen WRC-Reglement homologiert. Nach mehreren zweiten Plätzen gewann Sainz die Rallye Griechenland und die Rallye Indonesien. Neben den zwei Laufsiegen durch Sainz erreichten er, Juha Kankkunen, Armin Schwarz und Jarmo Kytölehto sieben zweite und drei dritte Plätze. Sainz wurde erneut hinter Mäkinen und McRae Dritter in der Gesamtwertung.
1998 wurde es für den Escort WRC mit dem fast 15 Jahre alten YB-Motor immer schwerer, mit moderneren WRC-Fahrzeugen mitzuhalten. Wie bereits 1995 gab es in dieser Saison keinen Laufsieg, die besten Platzierungen waren drei zweite und sechs dritte Plätze.
Ab der Saison 1999 setzte Ford als Werksteam den neuen Ford Focus WRC ein; der Escort RS Cosworth (Gruppe A) bzw. der Escort WRC wurde von da an nur noch von Privatteams eingesetzt. Der frühere Werksfahrer Juha Kankkunen erreichte mit einem Escort WRC beim letzten Weltmeisterschaftslauf bei der Rallye Großbritannien noch einen zweiten Platz. Es war die letzte Podiumsplatzierung für einen Escort WRC in der Rallye-Weltmeisterschaft.

## Tuning
Anders als bei Saugmotoren ist bei Motoren mit Turbolader eine Leistungssteigerung einfacher zu verwirklichen. Für den YB im Sierra und Escort RS Cosworth gab und gibt es unzählige Möglichkeiten für Leistungssteigerungen, zum Beispiel mit Teilen und Erfahrungen aus dem Motorsport. In Deutschland wurden Teile und Umbauten u. a. von Eichberg, Post-Motorsport, Ford-Richter, Suhe oder Wolf-Racing angeboten. Eine geringe Leistungssteigerung (bis etwa 191 kW/260 PS) kann beim YB recht einfach durch eine Anhebung des maximalen Ladedrucks und eine Anpassung der Motorsteuerung erreicht werden. Bei Leistungssteigerungen bis etwa 257 kW/350 PS müssen einige Teile wie der Ladeluftkühler, die Ölkühlung, die Auspuffanlage und die Nockenwellen getauscht bzw. verbessert werden. Bei einer weiteren Leistungssteigerung empfiehlt es sich, den originalen Kurbeltrieb ebenfalls zu überarbeiten.
Jedoch sind der Leistungssteigerung neben gesetzlichen auch physische Grenzen gesetzt. Vor allem die Motorblöcke des YB, die vom OHC ab 1970 übernommen wurden, halten deutlich gesteigerten Leistungen und vor allem den daraus resultierenden hohen Verbrennungsdrücken oft nicht stand. Besonders die frühen 205er-Blöcke der YBB können sich bei über 257 kW/350 PS im Bereich der Zylinderkopfschrauben verformen bzw. die Gewindegänge im Block können reißen. Besser geeignet sind die 200er-Motorblöcke der Allradmodelle ab 1990. Sie haben dickere Zylinderwände und mehr Material, um statt der herkömmlichen Zylinderkopfschrauben lange Stehbolzen tief und sicher im Block zu verankern. Mit zusätzlicher Bearbeitung lassen sich auch zehn lange Stehbolzen statt sechs langen und vier kurzen einsetzen. Eine Besonderheit sind die Motorblöcke der YBD im Sierra RS500. Es sind auch 205er-Blocke, die im Hinblick auf die Motorsportaktivitäten aber verstärkt sind.
Bei mehreren Straßenfahrzeugen sollen – vor allem im Vereinigten Königreich mit den weniger strengen Regeln für Umbauten an Kraftfahrzeugen – Leistungen über 368 kW/500 PS gemessen worden sein. Da diese Fahrzeuge meist teure Sammlerstücke sind und wenig bewegt werden, ist nicht bekannt, wie haltbar Motoren mit dieser Leistung – die sich im Bereich der leistungsstärksten Tourenwagen auf Basis des Sierra RS Cosworth bewegen – auf Dauer sind.
Seit einigen Jahren werden die Zylinderköpfe und vor allem die Motorblöcke des YB nachgebaut. Diese Motorblöcke sind teilweise aus Aluminium verfügbar, neben der originalen Bauweise sind außerdem verstärkte Varianten im Angebot, um die Haltbarkeit durch Leistungssteigerungen weniger zu beeinträchtigen.

## Trivia
Der YB trug wesentlich zum wirtschaftlichen Aufschwung von Cosworth bei. In den 1980er Jahren und während der Bauzeit des YB entwickelte sich innerhalb von fünf Jahren der Umsatz von 5,2 auf 33,4 Millionen Pfund, der Gewinn nach Steuern stieg von 943.000 auf 3,3 Millionen Pfund.